# Punta Foca (Antártida)
La punta Foca (según Argentina) o punta Seal (según Chile) es un cabo que se extiende hacia el norte desde la costa sureste de la bahía Esperanza, entre la caleta Águila (al oeste) y la caleta Choza (al este), en el extremo noreste de la península Antártica. Aquí se halla la Base Esperanza del Ejército Argentino.

## Historia y toponimia
Fue descubierta por un grupo que acompañaba a Johan Gunnar Andersson en la Expedición Antártica Sueca de 1901-1904, que pasó el invierno de 1903 en la bahía Esperanza. Fue llamado Robbenspitze (punta Foca) porque al encontrar allí una foca y matarla, el grupo alivió su escasez de alimentos y aceite. Posteriormente fue cartografiada por argentinos y británicos. En algunos mapas y publicaciones ha aparecido como isla.
A principios de 1953, el capitán Jorge Edgar Leal creó en la punta el Destacamento Militar Esperanza, actual Base Esperanza.

## Ecología

### Fauna

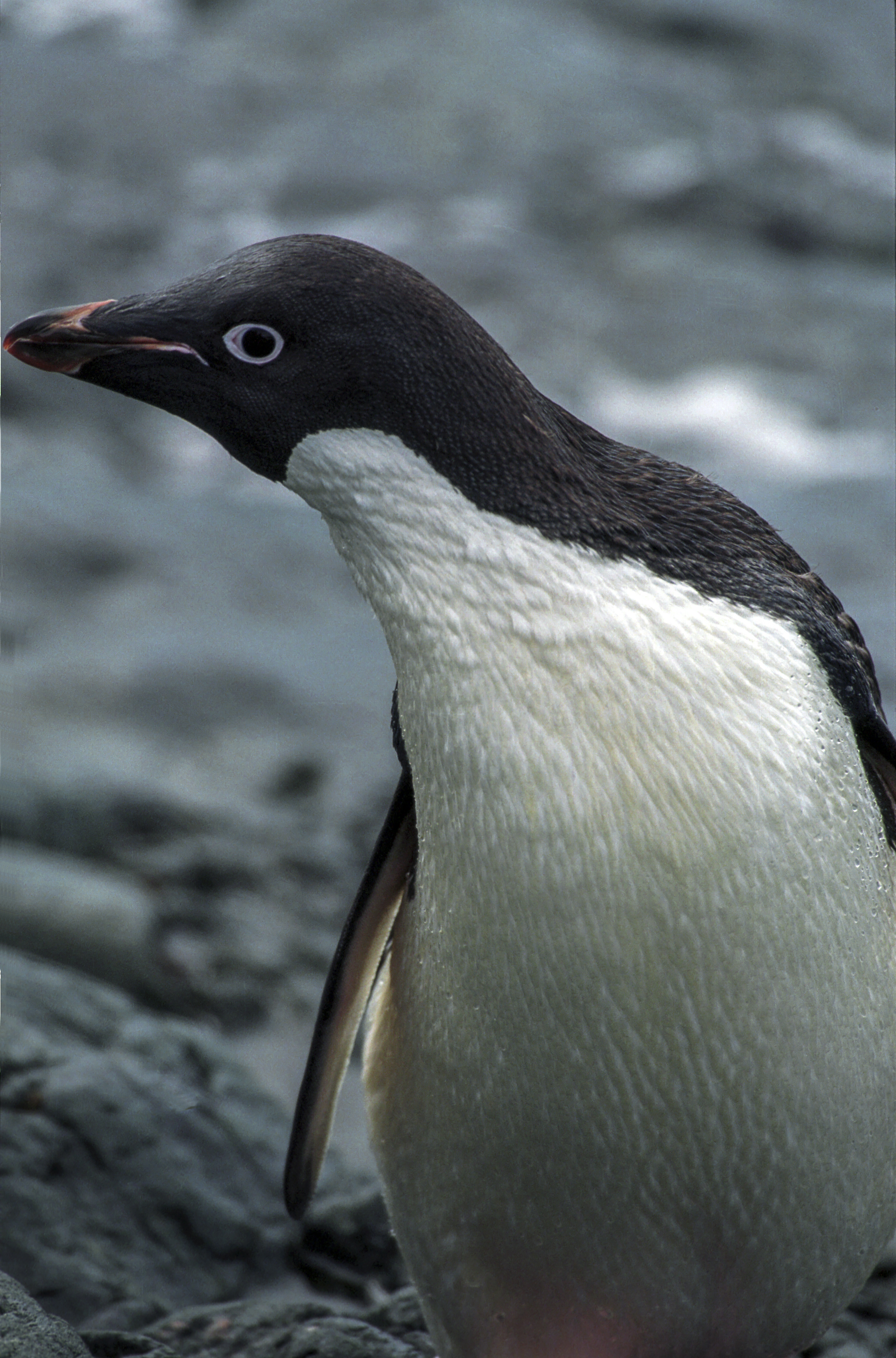
La punta posee una gran colonia de pingüinos adelaida.

BirdLife International identificó a la bahía Esperanza y la punta Foca como área importante para la conservación las aves ya que posee una de las colonias reproductoras de pingüinos adelaida (Pygoscelis adeliae) más grandes de la Antártida, con cifras que varían entre 125.000 a 250.000 parejas.
Entre otras aves que anidan aquí, se pueden observar pingüinos papúa (Pygoscelis papua), págalos subantárticos (Catharacta antarctica), charranes antárticos (Sterna vittata), paíños de Wilson (Oceanites oceanicus), gaviotas cocineras (Larus dominicanus) y palomas antárticas (Chionis alba).
En cuanto a los mamíferos marinos, aquí se encuentran: focas peleteras (Arctophoca gazella), cangrejeras (Lobodon carcinophagus) y de Weddell (Leptonychotes weddellii), leopardos marinos (Hydrurga leptonyx); elefantes marinos (Mirounga); ballenas azules (Balaenoptera musculus), de aleta (Balaenoptera physalus), franca austral (Eubalaena australis); cachalotes (Physeter macrocephalus) y orcas (Orcinus orca). También hay artrópodos e insectos.

### Flora
En cuanto a la flora, ésta es reducida a líquenes, musgos, y dos plantas vasculares: una gramínea (Deschampsia antartica) y una especie de clavel antártico (Colobanthus quitensis). Las mismas florecen entre octubre y noviembre.

## Reclamaciones territoriales

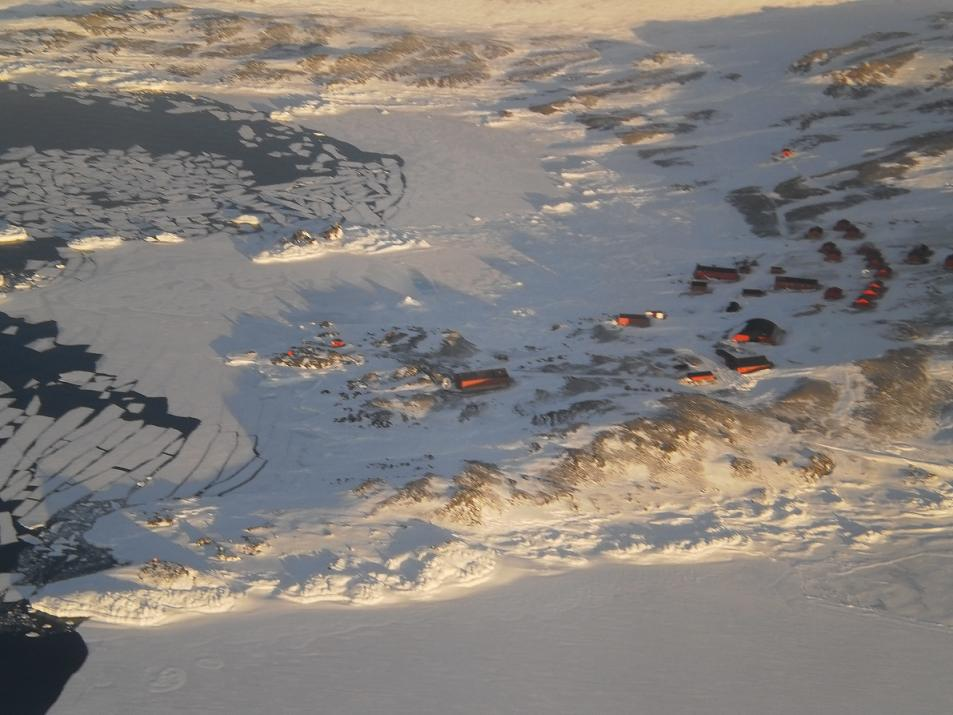
Vista aérea de la caleta Choza en septiembre de 2011. Se destaca la punta en el sector inferior de la imagen.

Argentina incluye a la península Antártica en el departamento Antártida Argentina dentro de la provincia de Tierra del Fuego, Antártida e Islas del Atlántico Sur; para Chile forma parte de la comuna Antártica de la provincia Antártica Chilena dentro de la Región de Magallanes y de la Antártica Chilena; y para el Reino Unido integra el Territorio Antártico Británico. Las tres reclamaciones están sujetas a las disposiciones del Tratado Antártico.
Nomenclatura de los países reclamantes: 
- Argentina: punta Foca[8][9]
- Chile: punta Seal[10]
- Reino Unido: Seal Point[3]